# 包茂高速道路
包茂高速道路（包頭-茂名高速道路）（ほうもこうそくどうろ、簡体字: 包茂高速公路（包头-茂名高速公路））は、中華人民共和国の国家高速道路網を構成し、路線番号はG65である。包頭市を起点とし、オルドス市、楡林市、延安市、富川ヤオ族自治県、銅川市、西安市、安康市、達州市、重慶市、涪陵区、黔江区、吉首市、懐化市、桂林市、梧州市を経由し、茂名市を終点とする全長3005kmである。2017年7月15日に全線が開通した。

## 経路

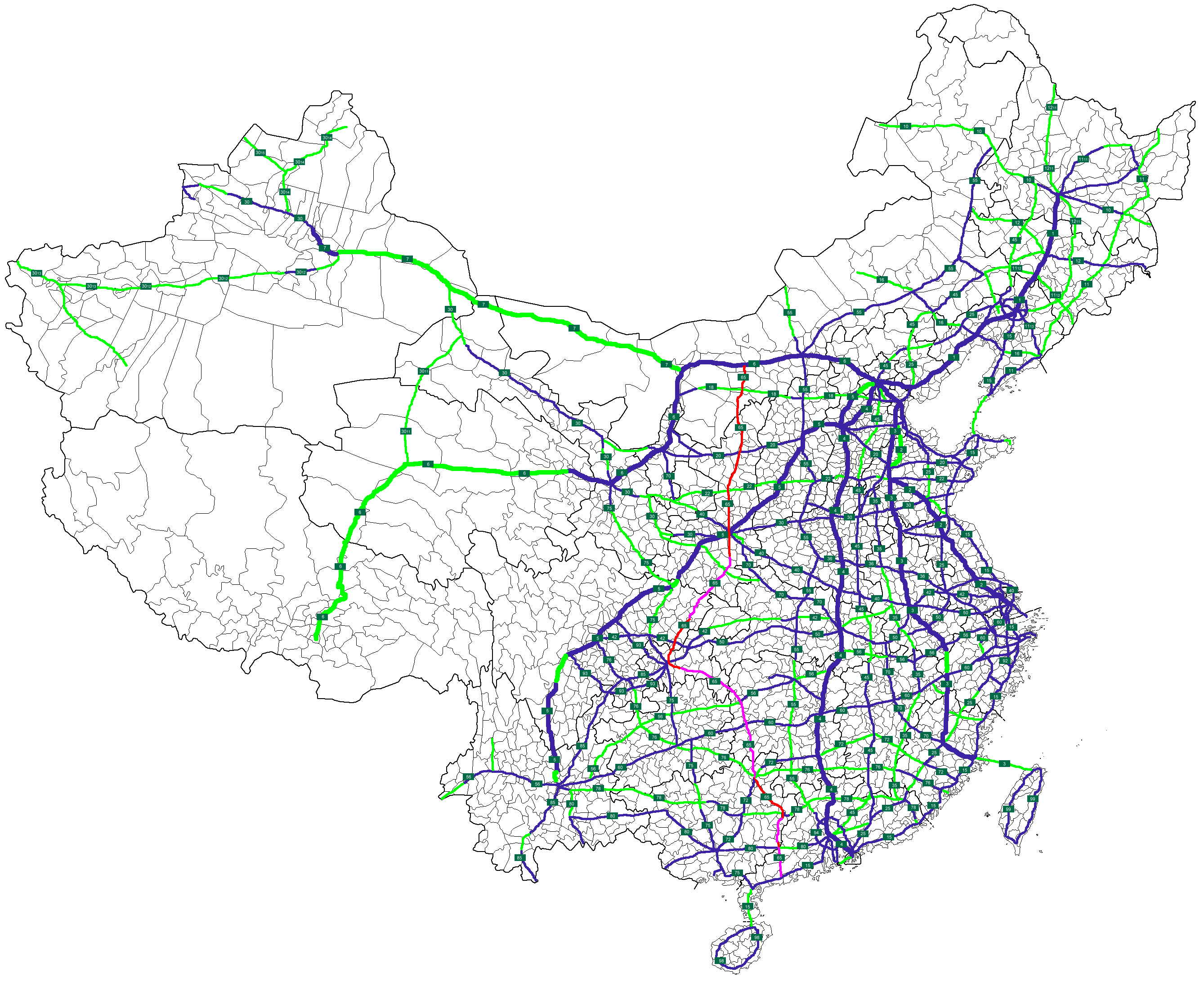
包茂高速道路
その他の高速道路

- 内モンゴル自治区区間：全線開通済み。
- 陝西省区間：全線開通済み。
- 四川省区間：全線開通済み。
- 重慶市区間：全線開通済み。
- 湖南省区間：全線開通済み。
- 広西チワン族自治区区間：全線開通済み。
- 広東省区間：全線開通済み。